# Paltoga
Paltoga (em russo:  Палтога) é uma aldeia no oeste da Rússia no Oblast de Vologda. Tem uma população de 295 (2002).